# Aranylabda (női)
A Ballon d'or fémini, vagyis a női Aranylabda a labdarúgás legfontosabb egyéni trófeája, melyet a legjobb teljesítményt nyújtó női labdarúgó kaphat meg. A díjat 2018-ban alapította a francia labdarúgó-szaklap, a France Football. Az Aranylabda odaítéléséhez hasonlóan, az év vége előtt ismertetik a győztes kilétét, akit újságírók szavaztak meg.
Az első díjátadóra 2018. december 3-án került sor, a férfiak díjátadójával egy időben, Párizsban. Az első díjazott a norvég Ada Hegerberg lett. 2019-ben az amerikai válogatottal világbajnoki címet szerző Megan Rapinoe vehette át a díjat. A Barcelona spanyol csapatkapitánya, Alexia Putellas lett az első női labdarúgó, aki kétszer is átvehette a díjat.

## Díjazottak
| Év   | Játékos                                                              | Klub                                                                 | Pontszám                                                             |  |
| ---- | -------------------------------------------------------------------- | -------------------------------------------------------------------- | -------------------------------------------------------------------- |  |
| 2018 | Ada Hegerberg                                                        | Olympique Lyon                                                       | 136 pont                                                             |  |
| 2018 | Pernille Harder                                                      | VfL Wolfsburg                                                        | 130 pont                                                             |  |
| 2018 | Marozsán Dzsenifer                                                   | Olympique Lyon                                                       | 86 pont                                                              |  |
|      |                                                                      |                                                                      |                                                                      |  |
| 2019 | Megan Rapinoe                                                        | Reign FC                                                             | 230 pont                                                             |  |
| 2019 | Lucy Bronze                                                          | Olympique Lyon                                                       | 94 pont                                                              |  |
| 2019 | Alex Morgan                                                          | Orlando Pride                                                        | 68 pont                                                              |  |
|      |                                                                      |                                                                      |                                                                      |  |
| 2020 | A Covid19-pandémia miatt félbeszakadt szezon miatt nem osztották ki. | A Covid19-pandémia miatt félbeszakadt szezon miatt nem osztották ki. | A Covid19-pandémia miatt félbeszakadt szezon miatt nem osztották ki. |  |
|      |                                                                      |                                                                      |                                                                      |  |
| 2021 | Alexia Putellas                                                      | FC Barcelona                                                         | 186 pont                                                             |  |
| 2021 | Jennifer Hermoso                                                     | FC Barcelona                                                         | 84 pont                                                              |  |
| 2021 | Samantha Kerr                                                        | Chelsea                                                              | 46 pont                                                              |  |
|      |                                                                      |                                                                      |                                                                      |  |
| 2022 | Alexia Putellas                                                      | FC Barcelona                                                         | 178 pont                                                             |  |
| 2022 | Beth Mead                                                            | Arsenal                                                              | 152 pont                                                             |  |
| 2022 | Samantha Kerr                                                        | Chelsea                                                              | 74 pont                                                              |  |
|      |                                                                      |                                                                      |                                                                      |  |
| 2023 | Aitana Bonmatí                                                       | FC Barcelona                                                         | 266 pont                                                             |  |
| 2023 | Samantha Kerr                                                        | Chelsea                                                              | 87 pont                                                              |  |
| 2023 | Salma Paralluelo                                                     | FC Barcelona                                                         | 49 pont                                                              |  |
|      |                                                                      |                                                                      |                                                                      |  |
| 2024 | Aitana Bonmatí                                                       | FC Barcelona                                                         | 675 pont                                                             |  |
| 2024 | Caroline Graham Hansen                                               | FC Barcelona                                                         | 392 pont                                                             |  |
| 2024 | Salma Paralluelo                                                     | FC Barcelona                                                         | 246 pont                                                             |  |

## Ranglisták

### Győztesek országonként
| Ország           | Játékos | Győzelmek száma |
| ---------------- | ------- | --------------- |
| Spanyolország    | 2       | 4               |
| Norvégia         | 1       | 1               |
| Egyesült Államok | 1       | 1               |

### Klubonkénti rangsor
| Klub         | Játékos | Győzelmek száma |
| ------------ | ------- | --------------- |
| FC Barcelona | 2       | 4               |
| Lyon         | 1       | 1               |
| Reign FC     | 1       | 1               |